# 머니쇼
《머니쇼》는 대한민국 SBS Biz에서 평일 아침 8시, 오후 3시에 방송되는 SBS Biz의 아침, 낮 경제 뉴스쇼 프로그램이다.

## 방송시간
- 평일 오전 8시 ~ 10시 (머니쇼)
- 평일 오후 3시 30분 ~ 4시 55분 (머니쇼+)

## 출연자
- 이진우 앵커
- 이정민 앵커

## 동시간대 경쟁 프로그램
- 아침마당 (KBS 1TV)
- 무엇이든 물어보세요 (KBS 2TV)
- 일일 드라마 재방송 (MBC)
- 모닝와이드 3부 (SBS)